# Rita Lobato
Rita Lobato Velho Lopes de Freitas adoptà el nom de Rita Lobato (Rio Grande, 7 de juny de 1866—Rio Pardo, 6 de gener de 1954) i fou la primera dona a exercir la medicina al Brasil.

## Biografia
Nasqué prematura, de set mesos, el 7 de juny de 1866. Sos pares foren Francisco Lobato Lopes i Rita Carolina Velho Lopes. Inicià els estudis de nivell mitjà a Pelotas, estat de Rio Grande do Sul; i demostrà una intensa vocació per la medicina. Malgrat un decret imperial, de 1879, que autoritzava les dones a prendre cursos en les facultats, i obtenir un títol acadèmic, els prejudicis de l'època, que les relegaven a funcions domèstiques, s'hi feien sentir molt fortament.
Rita es matriculà en la Facultat de Medicina de Rio de Janeiro, on el seu germà més jove cursava la carrera de Farmàcia. Més tard, per problemes amb els companys i professors es canvià a la Facultat de Medicina de Salvador, Bahia. Allí era la primera dona universitària; i completament decidida a obtenir el títol de metgessa, vencé les hostilitats inicials dels col·legues i professors, i guanyà a poc a poc la seua simpatia.

Al 1887, és la primera dona brasilera, i la segona llatinoamericana (la primera, la xilena Eloísa Díaz Inzunza, diplomada el 20 de novembre de 1886) a obtenir el diploma de doctora mèdica, després de defensar la tesi sobre Paral·lel entre els mètodes preconitzats en la cesària que rebé moltes crítiques de contingut moral, per "indecorosa" en el tractament per ser d'"una dama". La seua vida professional quedà marcada per la mort en el part, de sa mare, a qui jurà, en el llit de moribunda 
| « | que ningú moriria en el part, en les seues mans. | » |

Després de la seua formació, torna a Rio Grande do Sul, on es casa amb Antônio Maria Amaro Freitas, i tingueren una única filla: Isis.
Obrí el consultori clínic a Porto Alegre durant un temps, i després s'instal·là a Rio Pardo, on exercí la professió de 1910 a 1925.
Al 1935, fou regidora pel Partit Alliberador, fins a la implantació de l'Estado Novo al 1937, que tancà totes les Cambres municipals.
Passà la resta de la seua vida en l'"Estança de Capivari", a Rio Pardo; i hi morí als 87 anys.

## Altres publicacions[7]
- Convalescença
- Responsabilidade médica
- Indicaçôes que exigeixen a operaçâo cesariana

## Honors
Al 1967, l'Empresa Brasilera de Correus i Telègrafs emeté un segell commemoratiu del centenari del seu natalici.

### Epònims
- Carrer "Dra. Rita Lobato", ciutat de Rio Grande.
- Carrer "Dra. Rita Lobato", ciutat de Porto Alegre.